# 音燃え!
音燃え!（おともえ）は、日本テレビで毎週木曜24:59 - 25:29（以降、時間表記はすべてJST）に放送されている音楽バラエティ番組。但し、1回目の10月4日のみ25:29 - 25:59の放送。また、BS日テレでも10月10日から毎週水曜23:00 - 23:30に放送されている。提供は、三ツ矢サイダー。番組の正式タイトルは「MITSUYA CIDER PRESENTS 音燃え!」となっている。なお、三ツ矢サイダー発祥の地である兵庫県を含む近畿広域圏のytvではネットしていない。2008年9月25日終了。

## 番組概要
日本全国の高校生バンドの中から日本一を決める大会。
毎週、応募のあった高校生バンドの中から2バンドが出演。楽曲アレンジの課題が与えられ、決められた期間（一週間）で自分達なりのアレンジを完成させ、スタジオでライブ披露をする。アレンジ風景は密着取材され、バンドだけでなく高校生としての姿も映し出していた。
過去に歌手・バンドなどが発表した既存の楽曲。テーマとして挙げられたミュージシャンから、各バンドが候補曲を決定する。ジャンルはロックから演歌まで様々であった。
毎回、1組のメジャーミュージシャンが審査員として登場し、高校生バンドを審査する。審査の点は演奏力よりもパワーやオリジナリティなど、如何に音楽に燃えたかが基準であった。
1シーズンに12組の高校生バンドが出場し、トーナメント形式で対決していく。決勝のみ、オリジナル楽曲での対決であった。

## 出演者
- 千原ジュニア（千原兄弟）
- 岡田義徳
- ワタナベイビー（ホフディラン）
- 新垣結衣

## 歴代音燃え!キング
※太字で示した曲はデビュー後に何らかの形でリリースされたもの。
- 初代：ボブとモヒカン

記念すべき初代音燃え!キング。後にプロデビューを果たした。
決勝で披露したオリジナル曲は「変色モノマニア」。
- 2代目：Jack in the Box

爽やかなサウンドで勝ち上がり、決勝戦では後にメジャーデビューすることとなる黒猫チェルシー（後述）をも上回る評価を獲得しキングの座に輝く。後にプロデビュー。
決勝で披露したオリジナル曲は「ハルヒ」。
- 3代目：Brack Top

神戸出身のバンド。編成はスリーピース（現在は4人編成）。第1回閃光ライオットにも出場。
数度のメンバーチェンジを経て、2012年より「iTuca」として活動中。
決勝で披露したオリジナル曲は「青い花」。
- 4代目：ぱんぴー

ギターの再加入を期にバンド名を「MASHIGULA」と変更。
決勝で披露したオリジナル曲は「道」。

## キング以外の主な出場バンド
- Gooming（1stシーズン準優勝）

- 黒猫チェルシー（2ndシーズン準優勝）

キャッチコピーは「神戸が生んだサイケデリックバンド」。編成はボーカル・ギター・ベース・ドラムの4人。個性的なボーカリストを中心としたパフォーマンスで、優勝したJack in the Boxに勝るとも劣らない印象を残した。
後にメジャーデビューを果たす。
- ファジーロジック（3rdシーズン準優勝）

音燃え!史上でも屈指の演奏・楽曲アレンジ力を誇った）。メンバーはVo&Gt、Gt、Ba、Dr（2回戦でのみVo兼任）の4人。
- Is（アイス）（4thシーズン準優勝）

女性のみによるバンド、俗に言う「ギャルバン」としては最高成績の準優勝。決勝ではぱんぴーに敗れたものの、準決勝では彼らより先に決勝進出が発表された（明示はされていなかったが、審査員の発言から意味は「1位通過」とみられる）。
- Hemrock （1st・ベスト4）

変幻自在アレンジが魅力の、男女混合の実力派バンド。2回戦で破れるものの、岡田義徳推薦で敗者復活戦に出場して勝利を収めた。1回戦出場回では、番組史上最高視聴率を記録。
- ぽんず（3rd・ベスト4）

音燃え!では珍しいアコースティックスタイルのバンド。岡田義徳推薦で3rdシーズンの敗者復活戦に出場し準決勝へと駒を進めた。
- CRAYMER（2nd・2回戦進出）

視聴者推薦（番組サイトにおける動画再生回数1位）で敗者復活戦に出場。
- The Blandy（3rd・2回戦進出）

名古屋出身バンド。The 1st Music Revolutionで東海北陸エリア2000組の中からファイナルに出場。視聴者推薦（番組サイトにおける動画再生回数1位）で敗者復活戦に出場。

## テーマアーティスト
- 1：忌野清志郎
- 2：美空ひばり
- 3：オフコース
- 4：THE BLUE HEARTS
- 5：中森明菜
- 6：さだまさし
- 7：加藤和彦
- 8：竹内まりや
- 9：中島みゆき
- 10：総集編
- 11：敗者復活戦（再アレンジ対決）
- 12：準決勝（クリスマスソング対決）
- 13：決勝（オリジナルソング対決）
- 14：安全地帯
- 15：プリンセスプリンセス
- 16：SPEED
- 17：TM NETWORK
- 18：森高千里
- 19：徳永英明
- 20：RED WARRIORS
- 21：松田聖子
- 22：和田アキ子
- 23：敗者復活戦（アニメソング対決）
- 24：準決勝（春ソング対決）
- 25：決勝（オリジナルソング対決）

- 26：沢田研二
- 27：アン・ルイス
- 28：中山美穂
- 29：UNICORN
- 30：ゴダイゴ
- 31：加藤登紀子
- 32：BOØWY
- 33：GO!GO!7188
- 34：総集編
- 35：薬師丸ひろ子
- 36：敗者復活戦（アニメソング対決）
- 37：準決勝（夏ソング対決）
- 38：決勝（オリジナルソング対決）
- 39：渡辺美里
- 40：Cocco
- 41：尾崎豊
- 42：氷室京介
- 43：椎名林檎
- 44：BEGIN
- 45：PUFFY
- 46：チャットモンチー
- 47：くるり
- 48：敗者復活戦（ホフディラン対決）
- 49：準決勝（失恋ソング対決）
- 50：決勝（オリジナルソング対決）
- 51：総集編

## 審査員
- 1：ガガガSP
- 2：かりゆし58
- 3：Plastic Tree
- 4：中ノ森BAND
- 5：FoZZtone
- 6：フジファブリック
- 7：Base Ball Bear
- 8：ホフディラン
- 9：超飛行少年
- 10：総集編
- 11：FLOW
- 12：Aqua Timez
- 13：Aqua Timez
- 14：怒髪天
- 15：SHORT LEG SUMMER
- 16：SNAIL RAMP
- 17：the pillows
- 18：キャプテンストライダム
- 19：椿屋四重奏
- 20：ダイアモンド☆ユカイ
- 21：Natural Punch Drunker
- 22：ジン
- 23：RIZE
- 24：ACIDMAN
- 25：ACIDMAN

- 26：ASIAN2
- 27：伊藤ふみお（ex.KEMURI）
- 28：Bahashishi
- 29：曽我部恵一BAND
- 30：LONG SHOT PARTY
- 31：東京60WATTS
- 32：高橋まこと（ex.BOØWY）
- 33：GO!GO!7188
- 34：総集編
- 35：ザ50回転ズ
- 36：moumoon
- 37：TRICERATOPS
- 38：TRICERATOPS
- 39：鶴
- 40：soulkids
- 41：オトナモード
- 42：MO'SOME TONEBENDER
- 43：カラーボトル
- 44：Yum!Yum!ORANGE
- 45：キャプテンストライダム
- 46：伊藤ふみお
- 47：LOVEFIXER
- 48：ホフディラン
- 49：曽我部恵一
- 50：曽我部恵一
- 51：総集編

## スタッフ
- SW：望月達史
- CAM：大谷アグリ
- ディレクター：平山健二、田中久也、藤原将人、阿部聡
- 演出：今井康則
- プロデューサー：金田有浩（NTV）、荻原伸之（ZIPPY）、須田 薫（The WORKS）
- チーフプロデューサー：大野彰作
- 制作著作：日本テレビ

### 過去のスタッフ
- チーフプロデューサー：菅賢治